# Placówka Straży Celnej „Barwinek”

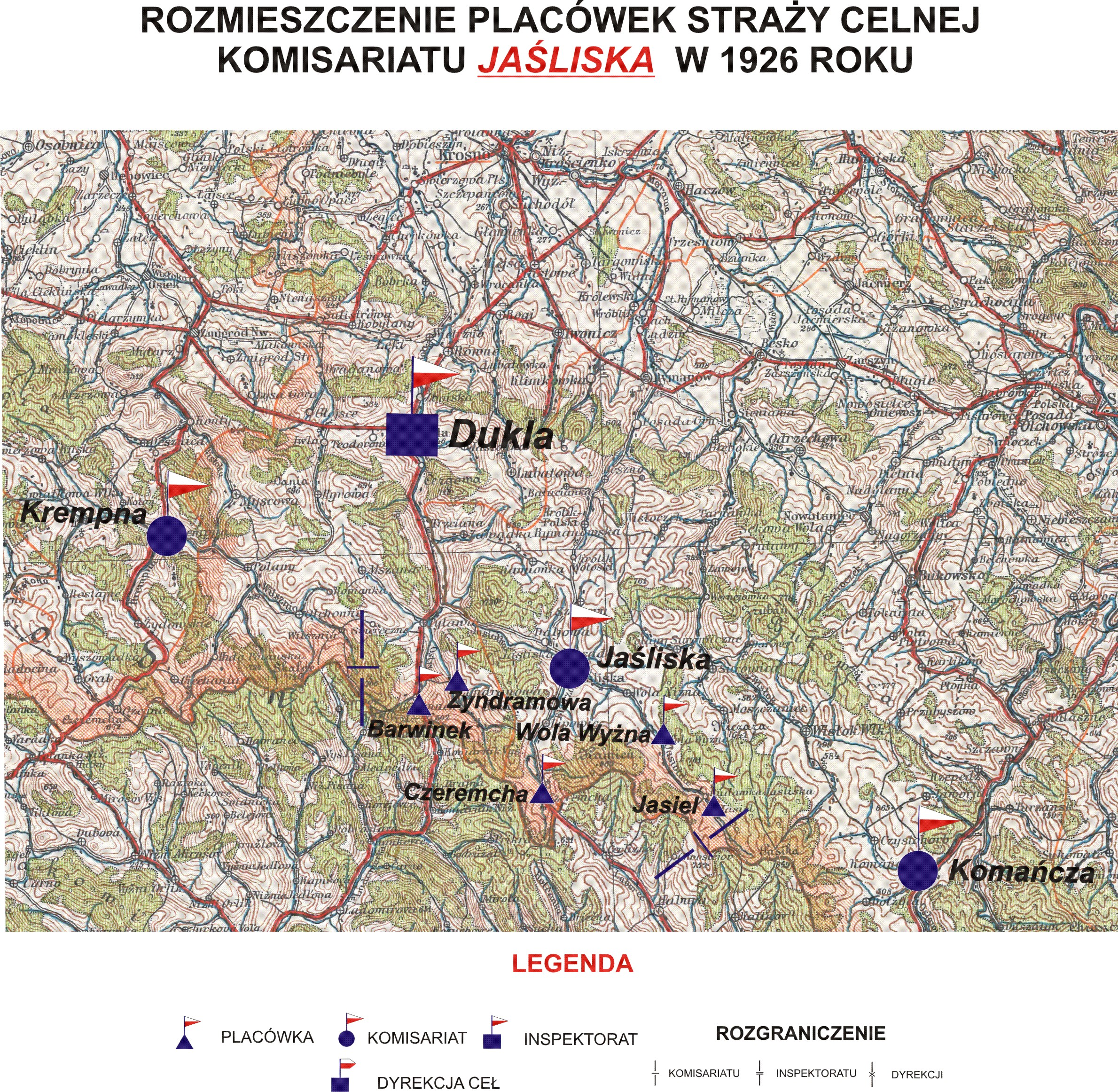
Rozmieszczenie placówek SC Komisariatu Jaśliska w 1926 r.

Placówka Straży Celnej „Barwinek” – jednostka organizacyjna Straży Celnej pełniąca w okresie międzywojennym służbę ochronną na granicy polsko-czechosłowackiej.

## Geneza
Po zakończeniu wojny polsko-bolszewickiej rozwiązano formację Strzelców Granicznych. Ich rolę na granicy zachodniej i południowej przejęły Bataliony Wartownicze. Z dniem 1 kwietnia 1921 Bataliony Wartownicze przeorganizowano na Bataliony Celne. W 1922 roku w Dukli stacjonował sztab 2 kompanii 6 batalionu celnego. Kompania wystawiała między innymi placówkę w Barwinku.

## Formowanie i zmiany organizacyjne
Na wniosek Ministerstwa Skarbu, uchwałą z 10 marca 1920 roku, powołano do życia Straż Celną. Od połowy 1921 roku jednostki Straży Celnej rozpoczęły przejmowanie odcinków granicy od pododdziałów Batalionów Celnych. Proces tworzenia Straży Celnej trwał do końca 1922 roku. Placówka Straży Celnej „Barwinek” weszła w podporządkowanie komisariatu Straży Celnej „Jaśliska” z Inspektoratu SC „Dukla”.
W drugiej połowie 1927 roku przystąpiono do gruntownej reorganizacji Straży Celnej. W praktyce skutkowało to rozwiązaniem tej formacji granicznej. Ochronę północnej, zachodniej i południowej granicy państwa przejęła powołana z dniem 2 kwietnia 1928 roku Straż Graniczna.
Rozkazem nr 5 z 16 maja 1928 roku w sprawie organizacji Małopolskiego Inspektoratu Okręgowego dowódca Straży Granicznej gen. bryg. Stefan Pasławski określił strukturę organizacyjną komisariatu SG „Jaśliska”. Placówka Straży Granicznej I linii „Barwinek” znalazła się w jego strukturze.

## Funkcjonariusze placówki
Kierownicy placówki
| stopień    | imię i nazwisko, numer  | okres pełnienia służby | kolejne stanowisko |
| ---------- | ----------------------- | ---------------------- | ------------------ |
| przodownik | Ludwik Stachowski (230) | był w 1926             |                    |

Obsada personalna placówki w 1926:
- przodownik Ludwik Stachowski (230)
- starszy strażnik Wojciech Marczak (1056)
- strażnik Antoni Waszak (1077)
- strażnik Jan Kamiński (1001)
- strażnik Bernard Rogoziński (1076)
- strażnik Ludomir Wilkosz (795)
- strażnik Grzegorz Zawrzykraj (1905)
- strażnik Piotr Kosztyta (1995)